# Brian Bloom
Brian Keith Bloom (ur. 30 czerwca 1970 na Long Island) – amerykański aktor i scenarzysta.

## Życiorys

### Wczesne lata
Urodził się na Long Island, w stanie Nowy Jork w rodzinie katolickiej jako syn Lindy i Richarda Bloomów. Dorastał wraz z młodszymi braćmi – Scottem Matthew (ur. 28 lipca 1973) i Michaelem Evanem (ur. 5 kwietnia 1975). Kiedy miał 11 lat, jego rodzice wysłali go na lekcje mówienia, aby powstrzymać go przed ogólnym nowojorskim akcentem. W latach 80. zasłynął jako gracz drużyny baseballowej Dodger.

### Kariera
Po występie w reklamach, lodów na patyku Jello−O Pudding Pops, Quaker Oats i soku Hi-C, w wieku trzynastu lat zabłysnął rolą Dusty’ego Donovana w operze mydlanej CBS As the World Turns (1983−1988), za którą w 1985 otrzymał nagrodę Daytime Emmy jako najmłodszy zwycięzca i zdobył nominację do Young Artist Award. Mając czternaście lat, pojawił się po raz pierwszy na kinowym ekranie w dramacie kryminalnym Sergio Leone Dawno temu w Ameryce (Once Upon a Time in America, 1984) jako Patrick 'Patsy' Goldberg w latach młodości. Podczas pracy nad jedną z czterech części telewizyjnej komedii Bandzior (Bandit, 1994) został poważnie ranny w głowę.
W marcu 1996 jego zdjęcia znalazły się w magazynie „Playgirl”.
Zajął się także dubbingiem w projektach animowanych i grach wideo, m.in. w Silent Hill: Homecoming oraz w serii Wolfenstein (The New Order, The Old Blood i The New Colossus) jako William Blazkowicz.

## Życie prywatne
Przez długi czas był związany z Alyssą Milano. Spotykał się także z aktorką Allison Smith (1984) i Tracy Richman (1988-1989).
W swoim domu w Hollywood Hills posiada bogatą kolekcję rzadkich i pierwszych wydań książkowych. Jego pasją jest pisanie, komponowanie i nagrywanie w studiu. Brian również projektuje i buduje meble, praktykuje i studiuje filozofię Wschodu, lubi gotować i słuchać szerokiej gamy muzyki. Jest także właścicielem i prowadzi sieć Świat Zwierząt (Animal World Network), która podkreśla jego miłość do zwierząt. Wziął udział w reklamie Cadillac Escalade Hybrid (2009).

## Filmografia

### Filmy fabularne
- 1984: Dawno temu w Ameryce (Once Upon a Time in America) jako Młody Patsy
- 1985: Substancja (The Stuff) jako Brat Jasona
- 1998: Wysłanniczka (The Sender) jako Jack Grayson
- 1998: Trójkąt zdrady (Extramarital) jako Bob
- 2001: Zawód: Negocjator (Hostage Negotiator) jako Danny McBaine
- 2005: Zodiak (The Zodiac) jako głos Zodiaka
- 2006: As w rękawie (Smokin' Aces) jako Agent Baker
- 2010: Liga Sprawiedliwych: Kryzys na dwóch Ziemiach (Justice League: Crisis on Two Earths) jako Ultraman (głos)
- 2010: Drużyna A (The A-Team) jako Pike
- 2012: Risen jako Falco
- 2013: Lego Batman: The Movie – DC Super Heroes Unite jako Cyborg (głos)
- 2014: Avengers Confidential: Black Widow & Punisher jako Frank Castle/The Punisher (głos)

### Filmy TV
- 1989: Desperacka miłość (Desperate for Love) jako Alex Cutler
- 1993: Zwariowana rodzinka (The Webbers) jako Josh Webber
- 1994: Bandzior i ślicznotka (Bandit: Beauty and the Bandit) jako Bandzior
- 1994: Bandzior i karuzela srebra (Bandit: Bandit's Silver Angel) jako Bandzior
- 1994: Bandzior rusza na szlak (Bandit: Bandit Goes Country) jako Bandzior
- 1994: Bandzior, Bandzior! (Bandit: Bandit Bandit) jako Bandzior
- 1997: Melanie Darrow jako Detektyw Lou Darrow
- 1998: Ucieczka z Atlantydy (Escape From Atlantis) jako Joriath
- 1999: Brudne pieniądze (Blood Money) jako Tony Restrelli

### Seriale TV
- 1983-88: As the World Turns jako Dusty Donovan #1
- 1989: 21 Jump Street jako Michael Capeman
- 1989: Matlock jako Tony Morgen
- 1989: Piękna i bestia (Beauty and the Beast) jako Cameron Benson
- 1992: Malibu Road 2000 jako Eric Adler
- 1994: Melrose Place jako Zack Phillips
- 1995: Dotyk anioła (Touched by an Angel) jako Clayton Martin
- 1996: Pomoc domowa (The Nanny) jako John
- 2001: Oz jako Ronald 'Ronnie' Barlog
- 2003: CSI: Kryminalne zagadki Las Vegas (CSI: Crime Scene Investigation) jako Kent Rifkin
- 2004: CSI: Kryminalne zagadki Miami (CSI: Miami) jako Scott Riley
- 2005: Prawo i bezprawie (Law & Order: Special Victims Unit) jako Gabriel Thomason
- 2006: CSI: Kryminalne zagadki Nowego Jorku (CSI: NY) jako dr Craig Zimmer
- 2006: Pepper Dennis jako Gary
- 2006: Dowody zbrodni (Cold Case) jako Lee Felice
- 2007: Drive jako Allan James
- 2007: Bez śladu (Without a Trace) jako Christopher Douglas
- 2008: Terminator: Kroniki Sary Connor (Terminator: The Sarah Connor Chronicles) jako Carter
- 2009: Dollhouse jako Jonas Sparrow
- 2010–2011: G.I. Joe: Renegaci (G.I. Joe: Renegades) jako Zartan / Inventor (głos)
- 2010–2011: Batman: Odważni i bezwzględni (Batman: The Brave and the Bold) jako kpt. Atom / Creeper / Iron / Oxygen (głos)
- 2010–2012: Avengers: Potęga i moc (The Avengers: Earth's Mightiest Heroes) jako kpt. America / Steve Rogers / Scanner Drone (głos)
- 2012: Wojownicze Żółwie Ninja (Teenage Mutant Ninja Turtles) jako kpt. Ryan / kpt. Dash Coolstar / Cyberoid X / Crognard / Muurg (głos)
- 2012: Blackout jako Keller
- 2013: Avengers: Zjednoczeni (Avengers Assemble) jako Hyperion (głos)
- 2012–2014: Wodogrzmoty Małe (Gravity Falls) jako Rumble McSkirmish (głos)

### Gry komputerowe
- 2004: EverQuest II jako ogólny wróg (głos)
- 2004: Call of Duty: Finest Hour jako Kleiver, Wastelander 2, Strażnicy Ligi Wolności, obywatele (głos)
- 2005: Battlefield 2 jako żołnierz (głos)
- 2005: F.E.A.R.: First Encounter Assault Recon jako policjant (głos)
- 2005: Need for Speed: Most Wanted jako drugi oficer (głos)
- 2006: Driver: Parallel Lines jako Ray (głos)
- 2006: Dreamfall: The Longest Journey jako Marcus Crozier, strażnik, Kenji (głos)
- 2006: Yakuza – głos
- 2006: Tom Clancy’s Splinter Cell: Double Agent jako amerykański żołnierz, snajper (głos)
- 2006: Call of Duty 3 jako sierżant Guzzo (głos)
- 2007: 300: March to Glory jako mistrz perski, różni Spartanie, różni Arkadianie (głos)
- 2008: Silent Hill: Homecoming jako Alex Shepherd (głos)
- 2013: Call of Duty: Ghosts jako sierżant Keegan P. Russ (głos)
- 2014: Wolfenstein: The New Order jako William Blazkowicz (głos)
- 2015: Wolfenstein: The Old Blood jako William Blazkowicz (głos)
- 2016: Call of Duty: Infinite Warfare jako Nick Reyes (głos)
- 2017: Wolfenstein II: The New Colossus jako William Blazkowicz (głos)